# Ancelle
Ancelle è un comune francese di 868 abitanti situato nel dipartimento delle Alte Alpi della regione della Provenza-Alpi-Costa Azzurra.
Si trova all'interno del parco nazionale des Écrins e nel Champsaur.

## Società

### Evoluzione demografica
Abitanti censiti

## Monumenti
- Chiesa di Santa Caterina d'Alessandria di Ancelle, costruita nel XVII secolo e benedetta nel 1865.
- Chiesa di San Martino di Tours, costruita nel XIX secolo.
- Cappella di Sant'Ilairio, costruita nel XIX secolo.
- Cappella di San Pietro in Vincoli, costruita nel 1803.